# Garry Winogrand
Garry Winogrand (ur. 14 stycznia 1928, zm. 19 marca 1984) – amerykański fotograf; jeden z najbardziej charakterystycznych artystów fotografii dokumentalnej oraz ulicznej lat 60. i 70. XX wieku. Był bardzo płodnym twórcą – jego dorobek artystyczny szacuje się na ponad 5 mln zdjęć.
Głównym tematem jego zdjęć była Ameryka. Fotografując miasto rejestrował ludzi, zwierzęta oraz wszystkie nieoczywiste obiekty. Zwykle fotografował w czerni i bieli.
Często fotografował z zaskoczenia. Specjalizował się w szybkich ujęciach. Używał szerokokątnego obiektywu – uważał, że poza kadrem dzieją się rzeczy, o których widz powinien wiedzieć. Większość jego zdjęć posiada przekrzywiony kadr co może wynikać z techniki robienia zdjęć.
Winogrand prawie nigdy nie wywoływał od razu swoich zdjęć. Czasem czekał dwa lata, aż sam nabierze dystansu do tego co uchwycił na zdjęciach.

## Życiorys
Urodził się 14 stycznia 1928 roku w robotniczej rodzinie. Jego rodzice, Abraham i Beata przybyli do USA z Budapesztu i Warszawy. Wraz z rodzicami i siostrą Stellą mieszkał w małym mieszkaniu pracowniczym żydowskiej części Bronxu. To tutaj, w dzieciństwie, nabrał nawyku spacerowania wieczorami ulicami miasta, obserwując otaczające go życie.
Po ukończeniu osiemnastomiesięcznej służby w amerykańskim lotnictwie, rozpoczął naukę malarstwa w City College of New York (1947–1948). Naukę kontynuował na Columbia University (1948–1951). Na uniwersytecie oprócz malarstwa zainteresowała go także fotografia. W 1951 uczęszczał na zajęcia do Alexeya Brodovitcha w New School for Social Research.
W 1956 roku Winogrand ożenił się z Adrienne Lubeau. Mieli dwoje dzieci – Laurie oraz Ethana. Rozwiedli się w 1966. Rok później Winogrand poślubił Judy Teller. Związek trwał do 1969 roku. W 1972 roku ożenił się po raz trzeci. Eileen Adele Hale była jego ostatnią żoną, z którą żył do swojej śmierci. Z Eileen mieli córkę Melissę.   
1 lutego 1984 roku zdiagnozowano u Winogranda nowotwór pęcherzyka żółciowego. Zmarł 19 marca w klinice Garson w Tijuana w Nowym Meksyku.

## Kariera

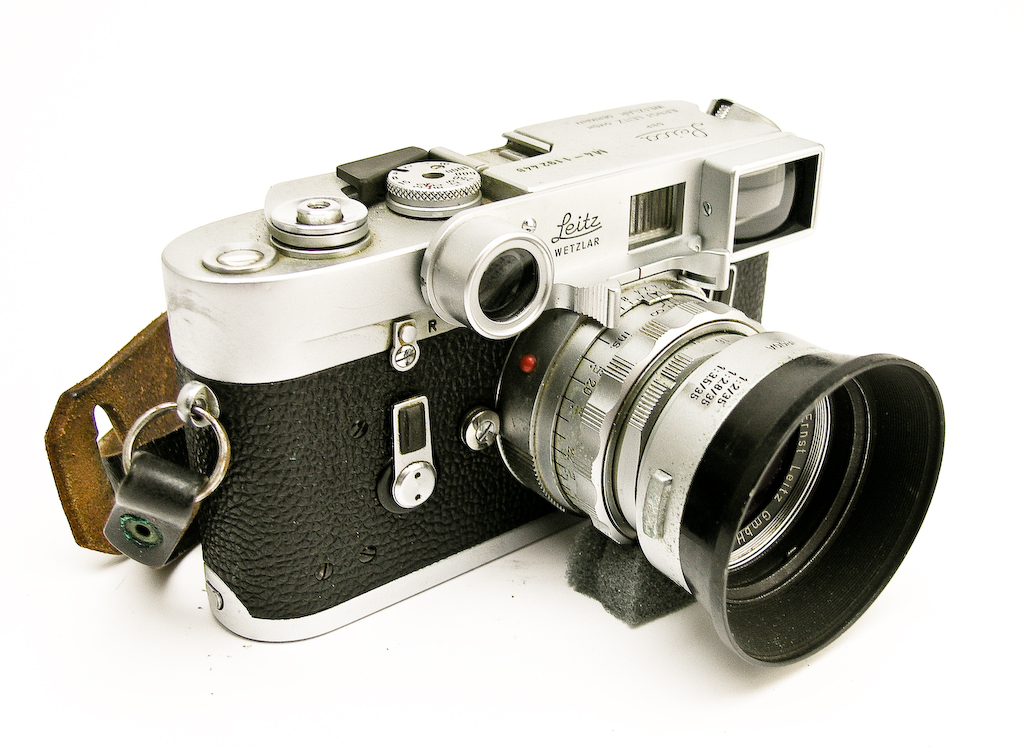
Leica M4 – ulubiony aparat Winogranda

W latach 50. i 60. XX wieku działał jako fotoreporter i fotograf reklamowy. W latach 1952–1954 współpracował z agencją wydawniczą PIX Publishing na Manhattanie a od 1954 roku  z Brackman Associates.
Scena plażowa na Coney Island, przedstawiająca mężczyznę unoszącego kobietę ponad falami, wystawiona została w 1955 roku na wystawie The Family of Man w Museum of Modern Art (MoMA) w Nowym Jorku. Wystawę na całym świecie zobaczyło około 9 mln zwiedzających.
W 1958 roku, odbyła się pierwsza indywidualna wystawa Winogranda, w Image Gallery w Nowym Jorku.
W latach 60. XX wieku zajął się fotografią uliczną. Fotografował zarówno osoby wpływowe jak i przypadkowo spotkanych przechodniów; manifestacje antywojenne; zwierzęta w zoo oraz na rodeo.
Pierwszą znaczącą dla fotografa wystawą, była wystawa zbiorowa w 1963 roku w MoMA. Prócz Garrego, prezentowali na niej swoje prace: Minor White, George Krause, Jerome Liebling, oraz Ken Heyman.
W 1964 roku uzyskał Stypendium Guggenheima (kolejne dwa razy w 1969 i 1979 roku). W tym samym czasie zyskał uznanie Johna Szarkowskiego (dyrektora departamentu fotografii w MoMA), który to wspierał Winogranda recenzjami, pomagał mu w organizacji wystaw.
W 1969 roku wydał książkę The Animals, zawierającą zdjęcia z zoo w Bronksie oraz z Coney Island Aquarium. Na swoich zdjęciach pokazał zwierzęta, ludzi oraz zachowania jednych i drugich.
Na początku lat 70. zrezygnował z pracy komercyjnej. W 1971 roku rozpoczął pracę jako wykładowca na Institute of Design, and Technology w Chicago a w latach 1973–1978 na University of Texas w Austin.
W 1975 roku wydał album Women Are Beautiful w którym pokazał kobiety w przestrzeni miejskiej. Uchwyconych zwykle ukradkiem w ich naturalnych pozach.
W wydanej w 1980 roku książce Stock Photographs zaprezentował zdjęcia z Fort Worth Fat Stock Show and Rodeo.
Garry Winogranda pozostawił po sobie bardzo dużo niewywołanych zdjęć. Archiwum, zdeponowane w Center for Creative Photography (CCP), zawiera między innymi: ponad 20000 wstępnych odbitek, 20000 stykówek, 100000 negatywów, 30500 kołowych slajdów oraz mniejsze ilości zdjęć zrobionych Polaroidem.

## Wystawy indywidualne
- 1969 – The Animals, Museum of Modern Art, Nowy Jork[13];
- 1972 – Light Gallery, Nowy Jork;
- 1975 – Women are Beautiful, Light Gallery, Nowy Jork;
- 1977 – Light Gallery, Nowy Jork[5];
- 1977 – The Cronin Gallery, Houston;
- 1977 – Public Relations, Museum of Modern Art, Nowy Jork;
- 1979 – The Rodeo, Alan Frumkin Gallery, Chicago;
- 1979 – Greece, Light Gallery, Nowy Jork;
- 1980 – Uniwersytet Kolorado w Boulder;
- 1980 – Garry Winogrand: Retrospective, Fraenkel Gallery, San Francisco;
- 1980 – Galerie de Photographie, Biblioteka Narodowa Francji, Paryż;
- 1981 – The Burton Gallery of Photographic Art, Toronto;
- 1981 – Light Gallery, Nowy Jork;
- 1983 – Big Shots, Photographs of Celebrities, 1960–80, Fraenkel Gallery, San Francisco;
- 1984 – Garry Winogrand: A Celebration, Light Gallery, Nowy Jork;
- 1984 – Women are Beautiful, Zabriskie Gallery, Nowy Jork;
- 1984 – Recent Works, Houston Center for Photography, Texas;
- 1985 – Williams College Museum of Art, Williamstown, Massachusetts;
- 1986 – Little-known Photographs by Garry Winogrand, Fraenkel Gallery, San Francisco;
- 1988 – Garry Winogrand, Museum of Modern Art. Retrospective;
- 2001 – Winogrand's Street Theater, Rencontres d'Arles festival, Arles, France;
- 2013/2014 – Garry Winogrand, San Francisco Museum of Modern Art, San Francisco, marzec–kwiecień 2013; National Gallery of Art, Washington, marzec–czerwiec 2014; Metropolitan Museum of Art, Nowy Jork, czerwiec–wrzesień 2014; Galerie nationale du Jeu de Paume, Paryż, październik 2014 – luty 2015[14][15];
- 2019 – Garry Winogrand: Color, Brooklyn Museum, Brooklyn, maj–grudzień 2019[16].

## Wystawy zbiorowe
- 1955 – The Family of Man, The Museum of Modern Art, Nowy Jork[17];
- 1957 – Seventy Photographers Look at New York, The Museum of Modern Art, Nowy Jork;
- 1963 – Photography '63, George Eastman House, Rochester, Nowy Jork;
- 1964 – The Photographer's Eye, Museum of Modern Art, Nowy Jork. Kurator: John Szarkowski[18];
- 1966 – Toward a Social Landscape, George Eastman House, Rochester. Fotografie Winogranda, Bruce Davidsona, Lee Friedlandera, Danny Lyona oraz Duane Michalsa, Kurator: Nathan Lyons;
- 1967 – New Documents, Museum of Modern Art, Nowy Jork, z Diane Arbus i Lee Friedlander, Kurator: John Szarkowski;
- 1969 – New Photography USA, wystawa objazdowa przygotowana dla International Program of Museum of Modern Art, Nowy Jork;
- 1970 – The Descriptive Tradition: Seven Photographers, Uniwersytet Bostoński, Massachusetts;
- 1971 – Seen in Passing, Latent Image Gallery, Houston;
- 1975 – 14 American Photographers, Baltimore Museum of Art, Maryland;
- 1976 – The Great American Rodeo, Fort Worth Art Museum, Texas;
- 1978 – Mirrors and Windows: American Photography since 1960, Museum of Modern Art, Nowy Jork;
- 1981 – Garry Winogrand, Larry Clark and Arthur Tress, G. Ray Hawkins Gallery, Los Angeles;
- 1981 – Bruce Davidson and Garry Winogrand, Moderna Museet / Fotografiska, Sztokholm;
- 1981 – Central Park Photographs: Lee Friedlander, Tod Papageorge and Garry Winogrand, The Dairy in Central Park, Nowy Jork, 1980;
- 1983 – Masters of the Street: Henri Cartier-Bresson, Josef Koudelka, Robert Frank and Garry Winogrand, University Gallery, University of Massachusetts Amherst.

## Kolekcje
Prace Winogranda znajdują się zbiorach publicznych:
- George Eastman Museum, Rochester, Nowy Jork[19];
- Museum of Modern Art, Nowy Jork[20];
- Whitney Museum of American Art, Nowy Jork[21].

## Nagrody
- 1964 – Stypendium Guggenheima (ang. Guggenheim Fellowship) przyznane przez Fundację Pamięci Johna Simona Guggenheima[22];
- 1969 – Stypendium Guggenheima przyznane przez Fundację Pamięci Johna Simona Guggenheima[22];
- 1975 – Stypendium przyznane przez National Endowment for the Arts[5];
- 1979 – Stypendium Guggenheima przyznane przez Fundację Pamięci Johna Simona Guggenheima[5].

## Publikacje

### Publikacje indywidualne
- The Animals. New York, Museum of Modern Art, 1969. ISBN 978-0-87070-633-2.
- Women are Beautiful. New York, Light Gallery; New York, Farrar, Straus and Giroux, 1975. ISBN 978-0-374-51301-6.
- Public Relations. New York, Museum of Modern Art, 1977. ISBN 978-0-87070-632-5.
- Stock Photographs: The Fort Worth Fat Stock Show and Rodeo. Minnetonka, Olympic Marketing Corp, 1980. ISBN 978-0-292-72433-4.
- Figments from the Real World. New York, Museum of Modern Art, 1988. ISBN 978-0-87070-640-0.
  - New York, Museum of Modern Art, 1990. ISBN 978-0-87070-641-7.
  - New York, Museum of Modern Art, 2003. ISBN 978-0-87070-635-6.
- The Man in the Crowd: The Uneasy Streets of Garry Winogrand. San Francisco, Fraenkel Gallery, 1998. ISBN 978-1-881337-05-8.
- El Juego de la Fotografía = The Game of Photography. Madrid, 2001. ISBN 978-84-95183-66-8. Tekst w języku angielskim i hiszpańskim. Retrospektywa wydana przy okazji wystawy „Sala del Canal de Isabel II” w Madrycie (listopad-grudzień 2001).
- Winogrand 1964. Santa Fe, Arena, 2002. ISBN 978-1-892041-62-3.
- Arrivals & Departures: The Airport Pictures of Garry Winogrand. Pod redakcją Alex Harris i Lee Friedlander, z tekstami Alex Harris „The Trip of our Lives” i Lee Friedlander „The Hair of the Dog”.
  - New York: Distributed Art Publishers, 2003. ISBN 978-1-891024-47-4.
  - New York: Distributed Art Publishers; Göttingen: Steidl, 2004. ISBN 978-3-88243-860-4.
- Garry Winogrand.
  - San Francisco, San Francisco Museum of Modern Art; New Haven,  Yale University Press, 2013. ISBN 978-0-300-19177-6. Pod redakcją Leo Rubinfien.
  - Paris: Jeu De Paume; Paris: Flammarion, 2014. ISBN 978-2-08-134291-0. Wersja francuskojęzyczna.
  - Madrid: Fundación Mapfre, 2015. ISBN 978-8498445046. Wersja hiszpańskojęzyczna.

### Publikacje zbiorowe
- Winogrand / Lindbergh: Women. Cologne: Walther Konig, 2017. ISBN 978-3960980261. Fotografie z Women Are Beautiful (1975) autorstwa Winogranda oraz On Street Petera Lindbergh, a także inne kolorowe fotografie Winogranda. Wydano z okazji wystawy Peter Lindbergh / Garry Winogrand: Women on Street na Kulturzentrum NRW-Forum, Düsseldorf, 2017. Tekst w języku angielskim i niemieckim.

## Filmy
- Garry Winogrand: All Things are Photographable (2018) – film dokumentalny Sashy Waters Freyer.